# Jadwiga Sikorska-Klemensiewiczowa
Jadwiga Klemensiewiczowa, rozená Sikorska (1. ledna 1871 Młynów, Lodžské vojvodství – 30. května 1963 Krakov), byla farmaceutka, spolu se Stanisławou Dowgiałłównou a Janinou Kosmowskou byla jedna z prvních studentek v historii Jagellonské univerzity.

## Život
Byla dcerou Stanisława Sikorského, inženýra, technologa a chemika, ředitele obchodu s cukrovinkami, a Julie rozené Rostalski, absolventky Mariinského institutu, vzdělávací aktivistky a zakladatelky Lidového knihkupectví ve Varšavě.
V 11 letech začala studovat na škole Jadwigy Sikorské ve Varšavě (sestra jejího otce). V roce 1885 složila zkoušku pro 7. třídu 2. dívčího nižšího gymnázia ve Varšavě, kde navázala kontakt mimo jiné s ženským a socialistickým hnutím. kamarádila se se svou spolužačkou Rosou Luxemburgovou. V roce 1887 složila zkoušku na domácí učitelku. Ve stejném roce navštěvovala botanické a mineralogické kurzy na Uniwersytet Latający. V roce 1894 složila zkoušku na lékárnickou asistentku. Tehdy se začala ucházet o přijetí na lékařskou fakultu Jagellonské univerzity. Bylo ji vyhověno a byla přijata jako jedna ze tří studentek. Dosud bylo vysokoškolské studium vyhrazeno mužům. V roce 1898 absolvovala magisterský titul v oboru farmacie.
O rok dříve se provdala za přítele z lékařských studií Zygmunta Klemensiewicze, který mj. redigoval socialistické časopisy. Manželka mu pomáhala jako redaktorka, autorka a překladatelka zahraničního tisku. Stala se také první prezidentkou Všeobecné profesní asociace pracujících žen. V roce 1903 jako první lékárnice v Haliči s magisterským titulem otevřela sklad lékárenského materiálu (drogerii) v Krakově v Karmelické ulici 15, kde byly zaměstnávány pouze ženy, včetně jejích kamarádek ze studií. Spolu se skupinou učitelů se podílela na redigování týdeníku pro děti „Promyk“. Během první světové války pracovala v krakovské lékárně „Pod Gwiazdą“, kterou vlastnil magistr Konstanty Wiszniewski.
V Sygneczowě pěstovala od roku 1922 léčivé rostliny. Po čtyřech letech dům v Sygneczowě předala své dceři a zeťovi a sama se vrátila k profesi lékárnice. V letech 1924–1932 pracovala jako retaxátor receptů v Okresním sdružení nemocenských pokladen v Krakově. V pozdějších letech prováděla výzkum dětské psychiky. Měla tři dcery, včetně lékařky Jadwigy Beaupré.
Po manželově smrti odešla v roce 1948 ke své nejmladší dceři do Španělska a po sedmi letech se vrátila do Polska. Zemřela v Krakově v roce 1963.